# Mary Komasa
Mary Komasa, właśc. Maria Wiktoria Komasa-Łazarkiewicz (ur. 1985 w Poznaniu) – polska wokalistka, kompozytorka, autorka tekstów i instrumentalistka, aktualnie mieszkająca w Berlinie. W przeszłości Mary pracowała jako modelka. Jest ona młodszą siostrą reżysera Jana i córką aktora Wiesława Komasy.

## Edukacja
Wokalistka dorastała w artystycznej rodzinie w Warszawie. Edukację muzyczną rozpoczęła w wieku sześciu lat, uczęszczając do stołecznej szkoły muzycznej. Uczyła się gry na fortepianie, organach i klawesynie. W tym samym czasie Mary studiowała śpiew operowy.

## Profil muzyczny artystki
Komasa najbardziej komfortowo czuje się w gatunku dream pop, dając wyraz sympatii swoim idolom z lat 60.. W muzyce Komasy można dostrzec elementy gospelu, bluegrassu, a nawet klasycznego rocka czy new wave.

## Kariera
Jako nastolatka Mary zdecydowała się przenieść tymczasowo do Paryża. Kontakt z tamtejszą bohemą dał artystce poczucie wolności twórczej. Wówczas Mary związała się także ze światem mody, współpracując jako modelka z domem Rue du Mail.
W listopadzie 2009 w Teatrze Wielkim Opery Narodowej projektant mody Maciej Zień prezentował własną kolekcję na lato 2010. Podczas tego pokazu Mary Komasa zaśpiewała do muzyki autorstwa jej męża Antoniego Łazarkiewicza.
Wspólnie z małżonkiem artystka ma również na koncie pracę przy ścieżkach dźwiękowych do filmów: Treasure (2024), Janosik. Prawdziwa historia, Powrócić w twe ramiona (2010) oraz serialu Głęboka woda. Utwór „I Bugged Your Brain” trafił na ścieżkę tej ostatniej produkcji.

### Debiutancki album
Po przyjeździe do Berlina Mary zaczęła się obracać w środowisku artystów, chłonąc tamtejsze życie kulturalne. Zarejestrowała tam swój debiutancki album wydany w marcu 2015 roku przez wytwórnię Warner Music Poland, z którą podpisała kontrakt w maju 2014 roku. Producentem płyty jest Niemiec Guy Sternberg (wcześniej współpracował z m.in. Feist, Yōko Ono i Depeche Mode), który pomógł artystce stworzyć charakterystyczne dla niej brzmienie. Oryginalne, surowe brzmienie udało się osiągnąć dzięki rozmaitości instrumentów i mikrofonów z lat 60. i 70. Producent wybrał dla Mary taki mikrofon, z jakiego kilka dekad wcześniej korzystała amerykańska śpiewaczka jazzowa Billie Holiday.
22 października 2014 roku do sieci trafiło singlowe nagranie „City Of My Dreams”. Utwór jeszcze przed premierą wykorzystany został na ścieżce dźwiękowej amerykańskiego serialu Dziecko Rosemary (Rosemary’s Baby). Teledysk do utworu nakręcony został wiosną 2014 roku. Zdjęcia realizowano na terenie zabytkowego domu pastora na nowojorskim Brooklynie, a także w Chorus Karaoke Club na Manhattanie. Reżyserem klipu jest artysta wideo Zbigniew Bzymek.

## Członkowie zespołu Mary Komasa
Źródło: 
- Mary Komasa – kompozycje, teksty, wokal, fortepian
- Antoni Komasa-Łazarkiewicz – kompozycje, teksty, instrumenty klawiszowe
- Daníel Böðvarsson – gitara
- Jan Terstegen – gitara
- Nicolai Ziel – bębny
- Slowey Thomsen – gitara basowa

## Dyskografia
Albumy
| Tytuł       | Dane dot. albumu                                        | Pozycja na liście |
| Tytuł       | Dane dot. albumu                                        | POL               |
| ----------- | ------------------------------------------------------- | ----------------- |
| Mary Komasa | - Data: 23 marca 2015 - Wydawca: Warner Music Poland    | 24                |
| Disarm      | - Data: 27 września 2019 - Wydawca: Warner Music Poland |                   |

Single
| "I Bugged Your Brain"      | 2011 | —  | —           |
| "City Of My Dreams"        | 2014 | —  | Mary Komasa |
| "Come"                     | 2015 | 11 | Mary Komasa |
| „–” utwór nie był notowany |      |    |             |

## Nagrody i wyróżnienia
| Rok  | Kategoria                      | Tytuł       | Nagroda        | Nota      | Źródło |
| ---- | ------------------------------ | ----------- | -------------- | --------- | ------ |
| 2016 | Fonograficzny debiut roku      | Mary Komasa | Fryderyki 2016 | Nominacja | [ 18 ] |
| 2020 | Album roku muzyka alternatywna | Disarm      | Fryderyki 2020 | Nominacja | [ 19 ] |